# Sreča ne prihaja sama
Sreča ne prihaja sama je vojni roman Vladimirja Kavčiča, ki je izšel leta 1961, izdala pa jo je Prešernova družba v Ljubljani. Roman obsega 173 strani oz. 48.400 besed.

## Zgodba
Pavlu pri petnajstem letu umre oče in z materjo se morata preseliti iz Žabnice, ker tam niso več dobrodošli, v materino rodno Poljansko dolino. Tam Pavle spozna Nacka, ki mu ponudi službo hlapca. Zaljubi se v njegovo lepo hčerko Tinko, a ga ta zavrne. Nekega dne, ko poseda v gostilni, pride Karel Prvačnik (Korle), Nackov nečak. Korle in Tinka se zaljubita. Ker Pavle ne more gledati te ljubezni, pusti službo pri Nacka in se zaposli na cesti, njegovo mesto hlapca pa prevzame Trstinar in se z njim spoprijatelji. Trstinar je prevarant. Pavlu pove, da skriva veliko bogastvo, ki ga je našel na fronti. Tinka zanosi in si v obupu vzame življenje tako, da skoči v vodo. Pavle in Trstinar se odpravita na fronto. Med potjo se ustavita in prespita v hlevu. Potujoče ženske ponudijo Pavlu sveženj oblek, ta pa jim v zameno pomaga nositi koš. Tako se s Trstinarjem ločita. Pavle hoče obleke zamenjati za živila, hodi od hiše do hiše, se smili ljudem, ki mu dajo jesti, a kupčije noče skleniti nihče. Vrne se domov in za njim tudi Trstinar.
Vojna se konča. Prijatelja gresta na občino, kjer naj bi delili konje, ker pa jih ne dobita, jih ukradeta in pustita pri Nacku. Pavle zopet začne delati zanj. Iz vojne se vrne tudi Korle. Korle, Pavle in Trstinar postanejo dobri prijatelji. Začnejo se ukvarjati s prevozništvom, ker pa hoče Nackov sin Ivan njihove konje zase, Pavle odpelje svojega konja domov. Ker nima hrane zanj, ga zamenja za osla, tega pa za psa. Lotijo se ponarejanja denarja, žandarji jih zasačijo, pri čemer Trstinar umre, Korla ujamejo, Pavle pa pobegne. Občina Pavlu ponudi delo konjederca. Začne se druga svetovna vojna in Pavla vpokličejo. Sliši, da se je Korle vrnil in odšel med partizane. Zvečer, ko so v gozdu, se začne streljanje in Pavel med pobitimi prepozna Korla. Misli, da je ravno on tisti, ki ga je ubil, zato se obesi.

## Kritike, literarna zgodovina
"Četrta Kavčičeva knjiga je literarno nepomembna ljudska povest Sreča ne prihaja sama, zanimivo pa je, da je lik resničnega glavnega junaka popolnoma v označenih lastnostih takratne avtorjeve proze (osamljenost, tujost, samomor). (Jože Pogačnik, Zgodovina slovenskega slovstva, Maribor: Obzorja,  1972: 226)